# Juanlu
Juan Luis Gómez López, mais conhecido como Juanlu (Málaga, 18 de maio de 1980), é um futebolista espanhol que atua como meia. Atualmente, joga pelo Levante.

## Carreira
Juanlu começou sua carreira no modesto Mármol Macael, antes de se mudar para o Almería (Segunda Divisão). Fêz 38 jogos pelo clube, marcando 7 gols. Durante isso, foi emprestado ao Alicante onde fez 15 jogos e 1 gol.
Já na Primeira Divisão, Juanlu fêz 27 jogos pelo Numancia marcando 2 gols, antes de mudar para o Real Betis para a temporada 2005-06.
Durante seu tempo no Betis, Juanlu foi emprestado ao Albacete Balompié da segunda divisão espanhola, realizando 17 jogos e convertendo 3 gols e ainda Osasuna. Infeliz por falta de oportunidades no Betis, voltou a ser emprestado ao Osasuna em agosto de 2006. Ele declarou: "Eu sou feliz, porque este negócio é bom para todos, especialmente para mim, pois me juntei a uma equipe que vai lutar por uma presença na Liga dos Campeões da UEFA".
Passou a temporada 2007-08 na segunda divisão com o Córdoba, logo após sendo contratado pelo Levante.